# Kampimodromus aberrans
Kampimodromus aberrans är en spindeldjursart som först beskrevs av Oudemans 1930.  Kampimodromus aberrans ingår i släktet Kampimodromus och familjen Phytoseiidae. Inga underarter finns listade i Catalogue of Life.